# بتونه

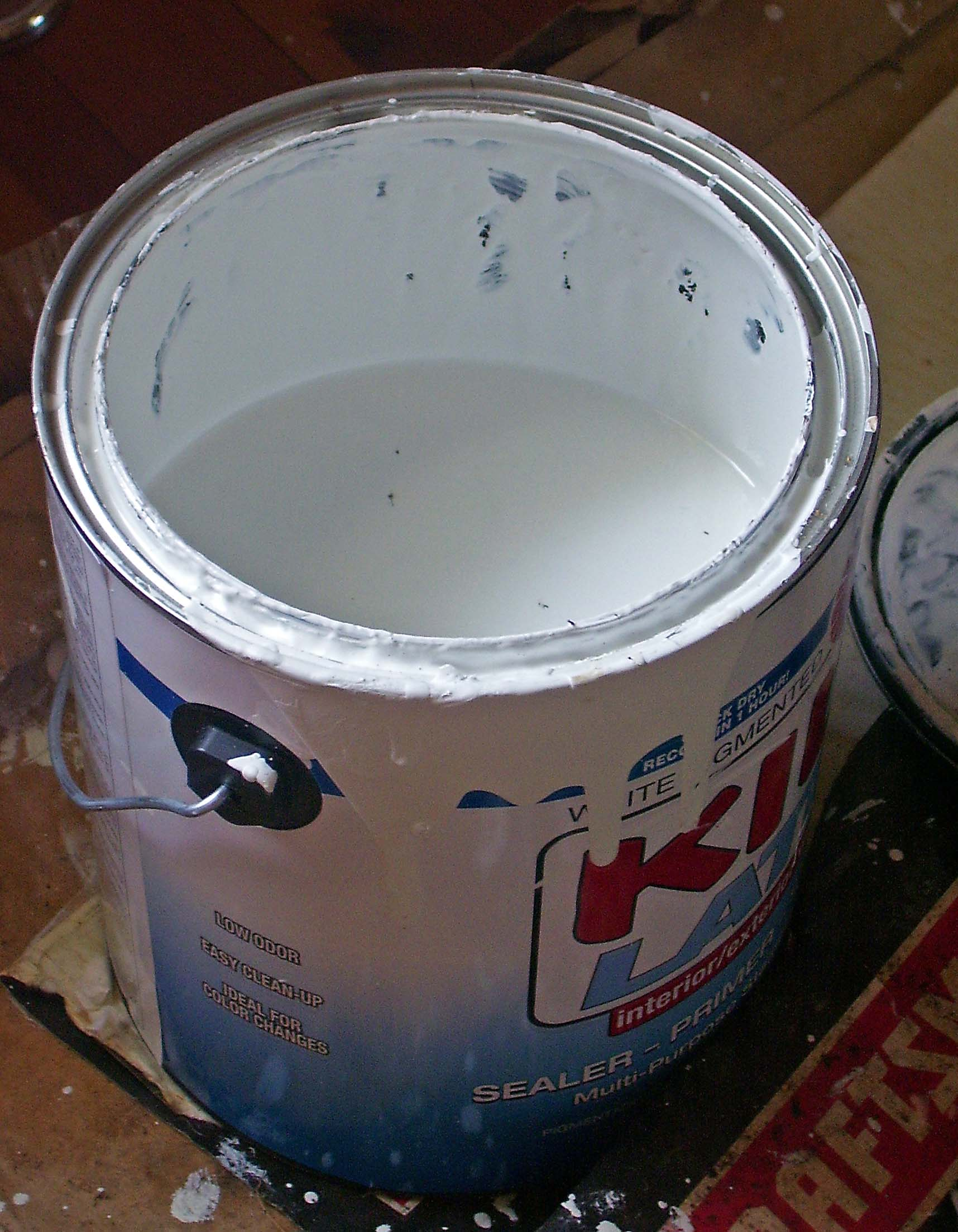
بتونهٔ سفید مورداستفاده در نقاشی ساختمان

بَتونه ماده‌ای خمیری است که برای پوشاندن انتهای میخ‌ها و پیچ‌ها و پرکردن سوراخ‌ها و زدگی‌ها و ترک‌خوردگی‌های سطح چوب یا دیوار گچی یا فلزات به کار می‌رود تا سطحی یک‌دست و صاف ایجاد شده و آماده برای رنگ‌کردن شود.

## بتونهٔ چوب
به‌دلیل تفاوت در میزان تراکم بافت چوب‌ها، باید بتونهٔ مناسب را از نظر درجهٔ رقیقی برای چوب‌ها به کار برد. چوب‌هایی که دارای بافت کم‌تراکم یا بافت باز هستند، قابلیت جذب بتونه‌های خمیریِ سفت را دارند. در این مورد می‌توان از چوب درخت‌های ملچ، بلوط، زبان‌گنجشک و اوجا نام برد. در مقابل، برای بتونه‌کاری چوب‌هایی که دارای بافت متراکم و منفذهای ریز و فشرده هستند، مانند گردو، راش و افرا، باید از بتونهٔ رقیق استفاده کرد.

### بتونهٔ سرچوب
بتونهٔ چوب با سایر بتونه‌ها در مواد تشکیل‌دهنده فرق دارد؛ و در تهیهٔ بتونهٔ سرچوب از مخلوط خاک اره و چسب چوب (سریشم سفید یا چسب سرد نجاری) استفاده می‌شود. خاک اره‌ای که برای تهیهٔ این بتونه مورد استفاده قرار می‌گیرد، باید از جنس چوب خام بتونه‌شونده باشد؛ و نمی‌باید از گرده‌های راه‌چوب یا گرده‌های راه‌پود انتخاب شود، چرا که در سنباده‌کاری در راه چوب، خاک اره به صورت گرده نبوده و در واقع الیاف جداشده از چوب است که اگر در ساخت بتونه استفاده شود، پس از ترکیب با چسب چوب به حالت متورم و بادکرده درخواهدآمد. در نتیجه، خاک اره باید از گرده‌های سرِ چوب تهیه شود که ریزتر بوده و در واقع الیاف خردشده از چوب هستند.
نام دیگر بتونهٔ سَرچوب، بتونهٔ سریشُمی است.
کاربرد این بتونه در پرکردن زدگی‌های بزرگ و داخل سوراخ‌های بزرگ، مانند سوراخ پیچ یا میخ است و بیشتر در کارهایی استفاده می‌شود که خودرنگ نبوده و نقش‌ها و طرح‌های روی چوب را نمایان نمی‌کند.

### بتونهٔ خودرنگ
بتونهٔ خودرنگ (یا بتونهٔ همرنگی) مخلوطی از بتونهٔ سریشی و پودرهای معدنی است. بتونهٔ سریشی، خود مخلوطی از مِل (کلسیم کربنات)، آب و سریش است. در صورتی که رنگ‌کار بخواهد کار نهایی نقش‌ها و طرح‌های طبیعی خود را نمایان سازد (یا اصطلاحاً خودرنگ باشد) از این بتونه استفاده می‌شود.
[ساخت بتونهٔ روغنی]
ابتدا رنگ همرنگ را انتخاب کرده و پس از ریختن رنگ شروع به ریختن مقداری مل (پودر بتونه) می‌کنیمو با حرکت کاردک درون ظرف، رنگ را با مل مخلوط می‌کنیم و پس از اینکه کاملاً مخلوط کردیم به روی تخته بتونه ریخته و با کاردک و تیغ شروع به عمل‌آوردن می‌کنیم. نکته: چون بتونهٔ روغنی حالت مایع دارد، در پوشاندن سوراخ‌ها ممکن است مشکلاتی پیش آید. یکی از این مشکلات این است که بتونه به طرف پایین حرکت می‌کند؛ و خود بتونه، تکه‌تکه می‌شود. برای جلوگیری از تکه‌تکه‌شدن بتونه، در روی کار، مقدار بسیار کم، آب سرد به بتونه اضافه می‌کنیم تا هم بتونه سریعاً سفت و سخت شود و هم از فروریختن آن جلوگیری شود. ابتدا مقدار رنگ و غلظت رنگ باید معلوم شود. سپس، برای اینکه غلظت روغن روی پوشش روغن الف (که به‌عنوان آستر زده می‌شود) و چسبندگی و پوشش بیشتر رنگ اصلی سفید را، از هر کدام یک پیمانه، مخلوط می‌کنیم، سپس با مخلوط کردن تینر، رنگ را شل و روان می‌سازیم و با استفاده از رنگ‌ها، به رنگ دلخواه خود می‌رسیم. باید سعی شود برای تبدیل رنگ، ابتدا مادهٔ رنگ در ظرفی جدا، شل شده و بسیار آرام و به مقدار کم، با رنگ اصل مخلوط گردد؛ و باید توجه داشت که در هر بار ریختن قطره‌ای از مادهٔ رنگ، با چوب رنگ، که به‌عنوان مخلوط‌کن استفاده می‌گردد، هم زده شود؛ و باید دقت کرد که به هیچ عنوان، مادهٔ رنگ در کف ظرف یک‌جا به شکل گلوله نمانَد. مشکلات و راه‌حل درست‌کردن بتونه برای حل مشکلات مربوط به میزان چسبندگی و شل‌بودن بتونه به دو دلیل اساسی اشاره می‌شود: اگر بتونه‌ای که جهت مصرف در نقاشی ساختمان درست شده‌است مشکل سفت‌بودن را داشته باشیم، باید یادآور شد که در ساخت بتونه از آب زیاد استفاده شده‌است. آب، برعکس بقیهٔ مواد، که باعث رقیق‌تر شدن مواد می‌شود، در مورد بتونه باعث سفت‌شدن آن می‌گردد. در این موارد، باید با اضافه‌نمودن مل و رنگ، نسبت به رفع آن اقدام نمود. اگر بتونهٔ ساخته‌شده بسیار شل باشد، این مشکل حاکی از زیاد بودن تینر و رنگ بتونه است. برای رفع این دغدغه باید با اضافه‌نمودن مل و رنگ در جهت رفع آن کوشید. ساخت بتونهٔ پلاستیک: رنگ پلاستیک را با آن رقیق کنید؛ سپس با افزون چسب چوب، میزان چسبندگی آن را بیشتر کنید؛ سپس با اضافه‌کردن مقدارهای کم مل، آن را به حالت خمیر درآورید. سعی کنید مل با مخلوط رنگ و چسب چوب کاملاً مخلوط شود تا در زمان استفاده با مشکل مواجه نشوید. (علی‌اصغر سفیدبری)

## بتونه خودرو
یکی از بتونه‌‌های رایج در بازار، بتونه خودرو است که برای رنگ کردن بدنه ماشین مورد استفاده قرار می‌گیرد. با استفاده از بتونه خودرو، می‌توان موج و خمیدگی‌های روی بدنه را رفع کرد. به همین دلیل قبل از رنگ‌رزی بدنه خودرو، از بتونه سنگی و بتونه فوری برای بهبود و مسطح کردن بدنه استفاده می‌کنند. باید توجه داشت که انواع مختلفی از بتونه‌های سنگی در بازار موجود هستند که استفاده از محصولات با کیفیت برای نتیجه گیری بهتر توصیه می شود.